# Nodocephalosaurus
Nodocephalosaurus là một chi khủng long, được R. Sullivan mô tả khoa học năm 1999.